# مونته‌لئونه دورویه‌تو
مونته‌لئونه دورویه‌تو (به ایتالیایی: Monteleone d'Orvieto) یک شهرک و کومونه در ایتالیا است که در استان ترانی واقع شده‌است. مونته‌لئونه دورویه‌تو ۲۳٫۹ کیلومتر مربع مساحت و ۱٬۷۹۳ نفر جمعیت دارد و ۵۰۰ متر بالاتر از سطح دریا واقع شده‌است.